# The Fiery Furnaces
The Fiery Furnaces – amerykański zespół indierockowy założony w 2000 roku, w Nowym Jorku przez rodzeństwo: Matthew i Eleanor Friedberger.

## Dyskografia
- Gallowsbird's Bark (2003)
- Blueberry Boat (2004)
- EP (2005)
- Rehearsing My Choir (2005)
- Bitter Tea (2006)
- Widow City (2007)
- I'm Going Away (2009)
- Take Me Round Again (2009)